# وافنبرون
وافنبرون (به آلمانی: Waffenbrunn) یک شهر در آلمان است که در Cham واقع شده‌است.